# HMCS Charlottetown (1941)
HMCS Charlottetown (с англ. — «Шарлоттаун») — британский корвет типа «Флауэр», который нёс службу в Королевском флоте Канады в Годы Второй мировой войны. Номер вымпела корвета K244 использовался и для одноимённого фрегата типа «Ривер».

## История службы
«Шарлоттаун» был заложен на верфи «Кингстон Шипбилдинг» в Кингстоне 11 июня 1941, спущен в том же году 10 сентября. Принят в состав флота 13 декабря в Квебеке, 18 декабря прибыл в Галифакс. Нёс службу в составе Западной эскадры, в середине июля 1942 года был переведён в эскадру залива Святого Лаврентия, участвуя в сражении в том заливе.
11 сентября 1942, сопровождая конвой SQ-30 из Квебека в Сидней, корвет затонул в 11 километрах от города Кап Ша близ полуострова Гаспе: корабль был торпедирован немецкой подлодкой U-517. В результате погибли 9 человек, в том числе капитан корвета лейтенант-командер Джон У. Боннер.